# 松浦鐵道

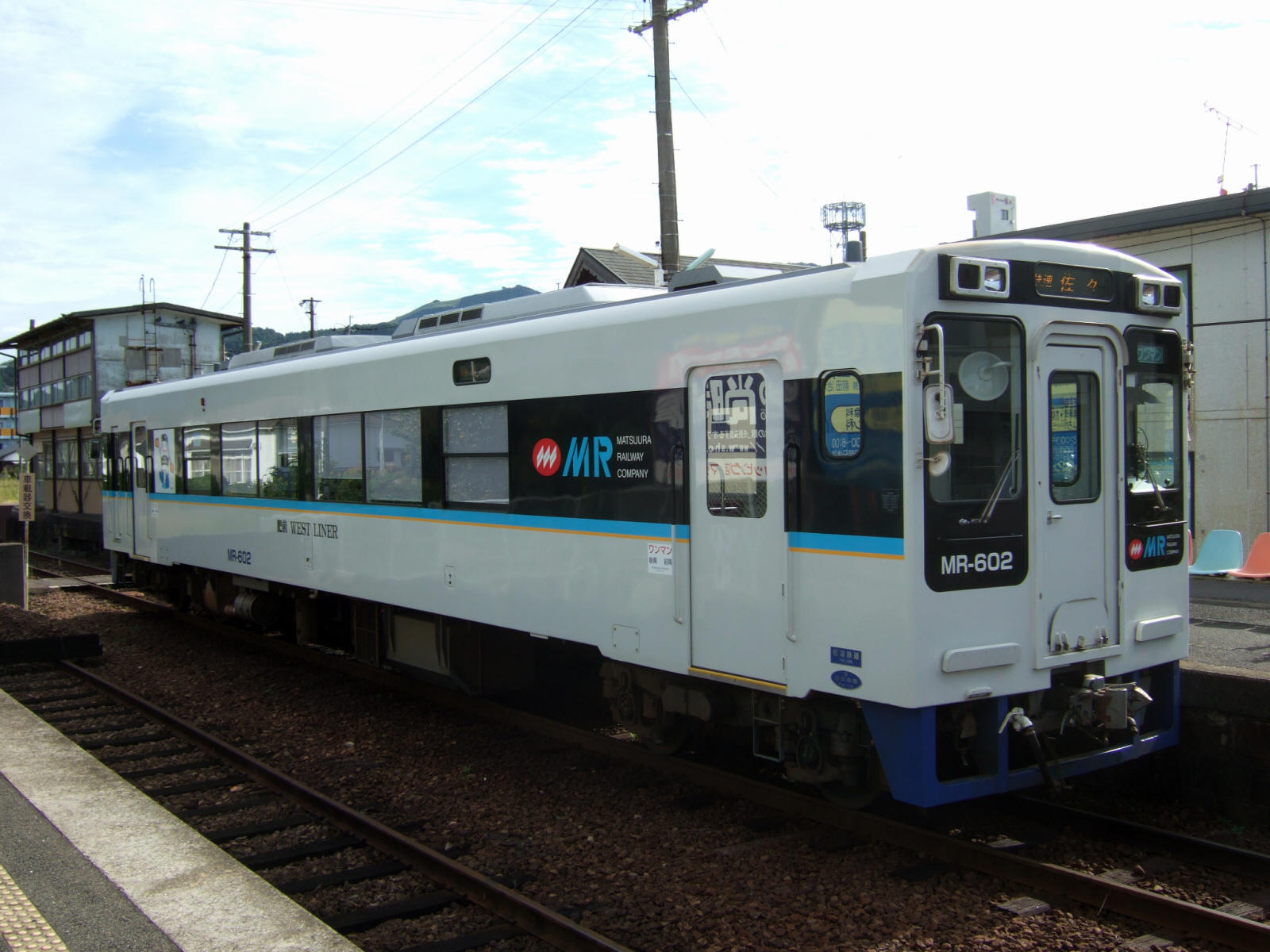
松浦鐵道MR-600型柴油客車（於佐佐車站）

松浦鐵道股份有限公司（日语：／ Matsuura Tetsudō */?），簡稱松浦鐵道，日本九州地區的鐵路運輸業者。1987年時由佐賀縣和長崎縣沿線自治體（地方政府），連同西肥自動車所聯合出資成立的第三部門公司，以便承接日本國有鐵道特定地方交通線松浦線的後續營運。

## 沿革
- 1987年12月10日 - 設立。
- 1988年4月1日 - 第三部門化九州旅客鐵道（JR九州）的松浦線，松浦鐵道西九州線開業。
- 2001年12月26日 - 佐世保車站高架開業。

## 路線

路線圖

| 中文線名 | 日文線名 | 起點 | 終點   | 距離（公里） |
| -------- | -------- | ---- | ------ | ------------ |
| 西九州線 |          | 有田 | 佐世保 | 93.8         |

## 車輛
- MR-100型
- MR-200型
- MR-300型
- MR-400型
- MR-500型
- MR-600型

## 外部連結
- （日語）松浦鐵道官方網站 （页面存档备份，存于）